# Aires urbaines en Lozère
Les aires urbaines en Lozère sont des agglomérations urbaines françaises situées dans le département de la Lozère, en région Occitanie.
Une aire urbaine est un ensemble de communes, d'un seul tenant et sans enclave, constitué par un pôle urbain (unité urbaine) d'un nombre d'emplois variable, et par des communes rurales ou unités urbaines (couronne périurbaine) dont au moins 40 % de la population résidente ayant un emploi travaille dans le pôle ou dans des communes attirées par celui-ci.
En 2010, la Lozère comprend quatre aires urbaines, dont une inter-départementale et interrégionale.

## Liste des aires urbaines
La Lozère comprend trois aires urbaines intra-départementales (classées par code insee) :
| Code Insee | Aires urbaine        | Type                 | Unités urbaines      | Communes | Superficie (km²) | Population (2017) | Densité (2017) (hab/km²) |
| ---------- | -------------------- | -------------------- | -------------------- | -------- | ---------------- | ----------------- | ------------------------ |
| 271        | Mende                | moyenne aire urbaine | Mende                | 15       | 405,9            | 18 538            | 46                       |
| 402        | Marvejols            | petite aire urbaine  | Marvejols            | 7        | 140,7            | 8 828             | 63                       |
| 474        | Saint-Chély-d'Apcher | petite aire urbaine  | Saint-Chély-d'Apcher | 8        | 160,6            | 6 892             | 43                       |

et une aire urbaine inter-départementale et interrégionale, :
| Code Insee | Aires urbaine | Type                | Unités urbaines | Communes             | Superficie (km²)       | Population (2017)      | Densité (2017) (hab/km²) |
| ---------- | ------------- | ------------------- | --------------- | -------------------- | ---------------------- | ---------------------- | ------------------------ |
| 669        | Langogne      | petite aire urbaine | Langogne        | 5 (dont 4 en Lozère) | 113,2 (88,2 en Lozère) | 3 992 (3672 en Lozère) | 35 (41,6 en Lozère)      |